# Grönköpings veckorevy
Grönköpings veckorevy är en svensk journalfilm från 1923 i regi av Edvin Adolphson. I rollerna ses Georg Blomstedt, Victor Lundberg och Hilda Castegren.
Filmen visade olika skämtbilder från den fiktiva staden Grönköping. Den hade premiär den 1 oktober 1923 på Mosebacke, Nya Teatern, Nytorgs-Teatern och Olympia i Stockholm. Den visades som fyllnadsprogram till långfilmen Friaren från landsvägen. Ursprungligen var det tänkt att Bewefilm skulle göra en serie filmer liknande Grönköpings veckorevy, men så blev inte fallet.